# Istme de Tehuantepec

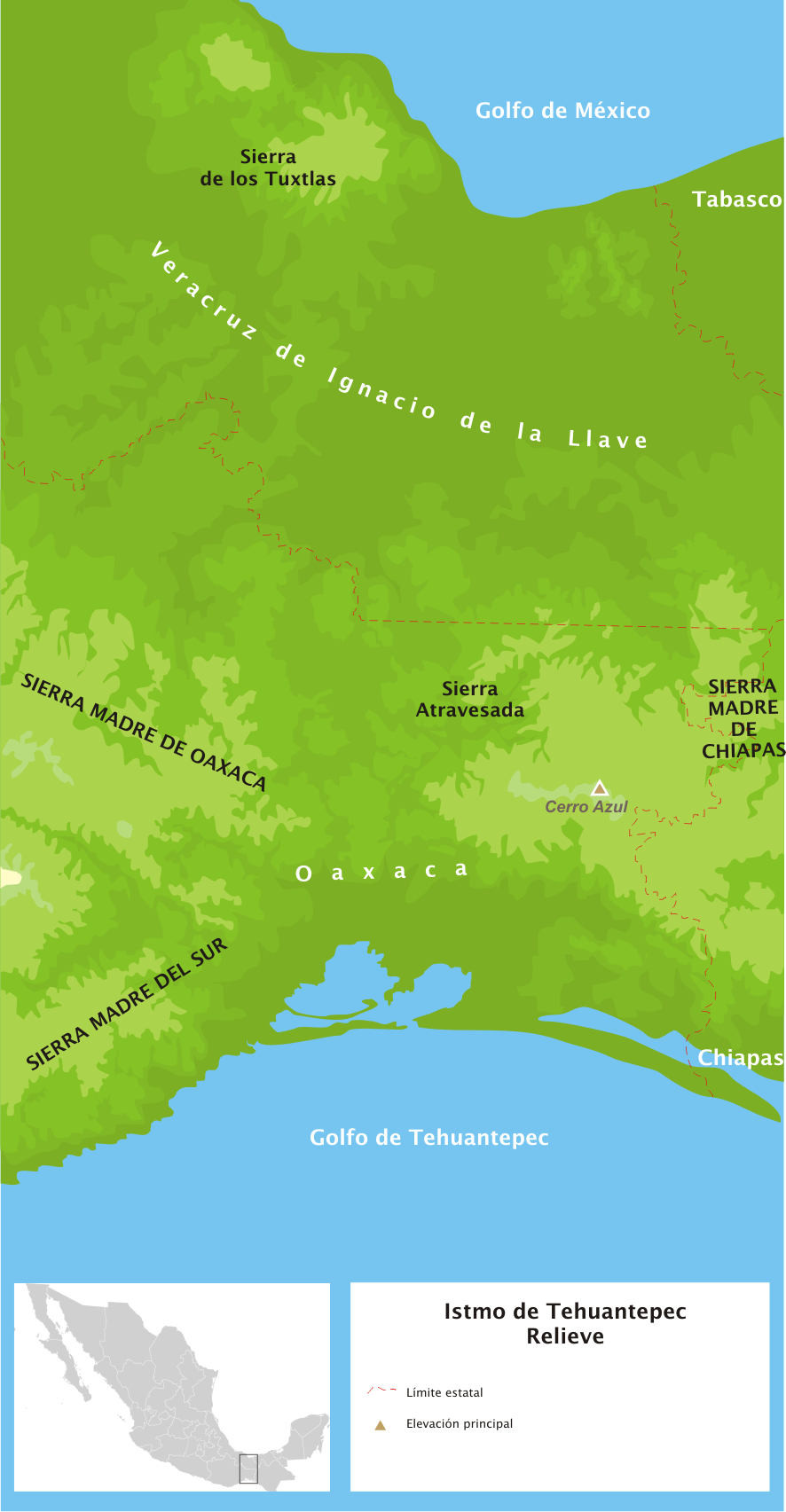
L'istme de Tehuantepec

L'istme de Tehuantepec és un istme de Mèxic; la regió més estreta del país entre el Golf de Mèxic i l'oceà Pacífic. El nom de l'istme prové del poble de Santo Domingo de Tehuantepec de l'estat d'Oaxaca, el qual, al seu torn, prové del nàhuatl tecuani-tepec, que significa "puig del jaguar".
L'istme inclou la regió de Mèxic que es troba entre els meridians 94 i 96 de longitud oest; és a dir, el sud dels estats de Veracruz i Oaxaca, i petites porcions de Chiapas i Tabasco a l'est. L'istme té una longitud de 200 km en el seu punt més estret, del Golf de Mèxic al Golf de Tehuantepec (de l'oceà Pacífic). La Sierra Madre del Sud acaba en aquesta regió i es transforma en una àmplia plana, l'elevació màxima de la qual és de 224m. La porció nord de l'istme és humida i tropical, mentre que la regió sud és més seca i estable i el pas del tren de Tehuantepec.
Des de temps del virregnat de la Nova Espanya, l'istme era considerat una ruta possible d'un canal interocèanic. La compra de Gadsden, d'una porció de territori del nord de Mèxic pels Estats Units, incloïa l'autorització del pas de mercaderies nord-americanes a través de l'istme per facilitar el comerç interoceànic mitjançant el transport en tren.